# Estedīr Kolā
Estedīr Kolā (persiska: اِستِرديكُلا, Esterdīkolā, استديركلا) är en ort i Iran.   Den ligger i provinsen Mazandaran, i den norra delen av landet, 150 km nordost om huvudstaden Teheran. Estedīr Kolā ligger 5 meter över havet och antalet invånare är 645.
Terrängen runt Estedīr Kolā är platt. Runt Estedīr Kolā är det tätbefolkat, med 286 invånare per kvadratkilometer. Närmaste större samhälle är Babol, 6,1 km nordväst om Estedīr Kolā. Trakten runt Estedīr Kolā består till största delen av jordbruksmark.